# كالي (أركنساس)
كالي (بالإنجليزية: Cale, Arkansas)‏ هي بلدة أمريكية تقع في الولايات المتحدة في مقاطعة نيفادا، أركنسو. يقدر عدد سكانها بـ 75 نسمة ومساحتها 2.7 كم2 وترتفع عن سطح البحر 102 متر.